# Wojtek Mazolewski

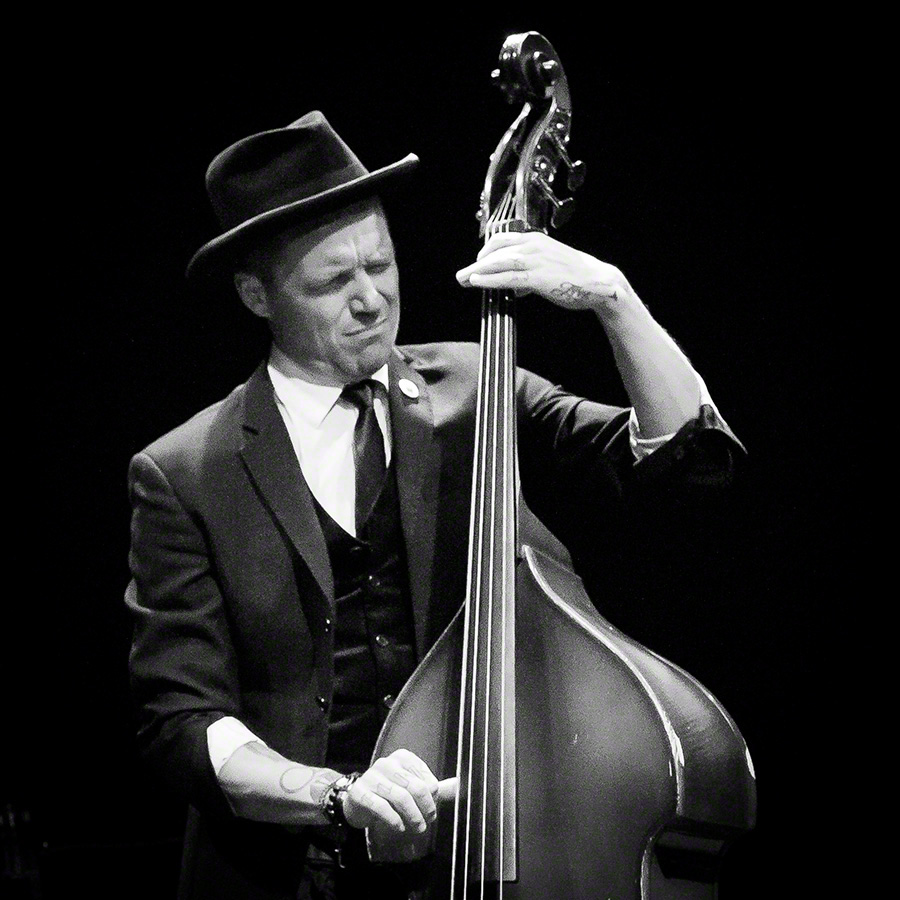
Wojtek Mazolewski (2016)

Wojciech Rafał „Wojtek“ Mazolewski (* 27. März 1976 in Danzig) ist ein polnischer Jazzbassist und Komponist. Er ist Leader der Band Pink Freud.

## Leben und Wirken
Mazolewski wuchs in Danzig auf. Als Jugendlicher hatte er aktiven Kontakt zu der dortigen Yass-Szene, unter anderem durch seinen älteren Bruder, Jerzy Mazzoll. Später gründete er die eigenen Bands Pink Freud und Wojtek Mazolewski Quintet. Er gilt als einer der erfolgreichsten polnischen Jazzmusiker der jüngeren Generation. Er kooperierte im Laufe seiner Karriere u. a. mit Tim Berne, John Zorn, Tomasz Stańko, Mikołaj Trzaska, Lech Janerka, O.S.T.R. und Fisz.
Mazolewski spielt sowohl E-Bass als auch Kontrabass.

## Diskografische Hinweise
- Andruchowicz / Trzaska / Mazolewski / Moretti Andruchoid (Kilogram Records, 2005)
- Bassisters Orchestra Numer Jeden (Asfalt Records, 2006) (mit Fisz, Emade, Mikołaj Trzaska, Macio Moretti und Bunio)
- Wojtek Mazolewski Grzybobranie (Universal Music Polska, 2009)
- Pink Freud Monster of Jazz (Universal Music Polska, 2010)
- Wojtek Mazolewski Quintet Wojtek w Czechosłowacji (Mystic Production, 2011)
- Mazolewski González Quintet Shaman (For Tune, 2013) (mit Dennis González u. a.)
- Wojtek Mazolewski Chaos pełen idei (Agora SA, 2016, PL: Gold)[1]
- Wojtek Mazolewski Quintet Polka (Worldwide Deluxe Edition, 2018) (Kompilation)[2]
- Wojtek Mazolewski Quintet When Angels Fall (Whirlwind Recordings, 2019)
- Mazolewski / Porter Philosophia (Wydawnictwo Agora, 2019)
- Wojtek Mazolewski Yugen (WMQ/Agora SA, 2021)
- Wojtek Mazolewski Quintet Spirit to All (Whirlwind Recordings, 2022)[3]
- Tryp Tych Tryo: Warsaw Conjunction (2024), mit Natcyet Wakili, Tamar Osborn